# 福岡県道38号戸畑停車場線
福岡県道38号戸畑停車場線（ふくおかけんどう38ごう とばたていしゃじょうせん）は、福岡県北九州市戸畑区を通る県道（主要地方道）である。

## 概要
北九州市戸畑区銀座1丁目から北九州市戸畑区北鳥旗町の市営若戸渡船戸畑渡場に至る400 mほどの路線である。
1964年（昭和39年）9月に南口に地上4階建ての駅舎ができるまで、同駅の表口はこの県道方向（北口）であった。渡場周辺には遠洋漁業基地（日本水産）や、かつての歓楽街の面影が残る。

### 路線データ
- 起点：福岡県北九州市戸畑区銀座1丁目（鹿児島本線 戸畑駅前）
- 終点：福岡県北九州市戸畑区北鳥旗町（渡船場前交差点、国道199号旧道交点）
- 総延長：450 m

## 歴史
- 1993年（平成5年）5月11日 - 建設省から、県道戸畑停車場線が戸畑停車場線として主要地方道に指定される[1]。

## 地理

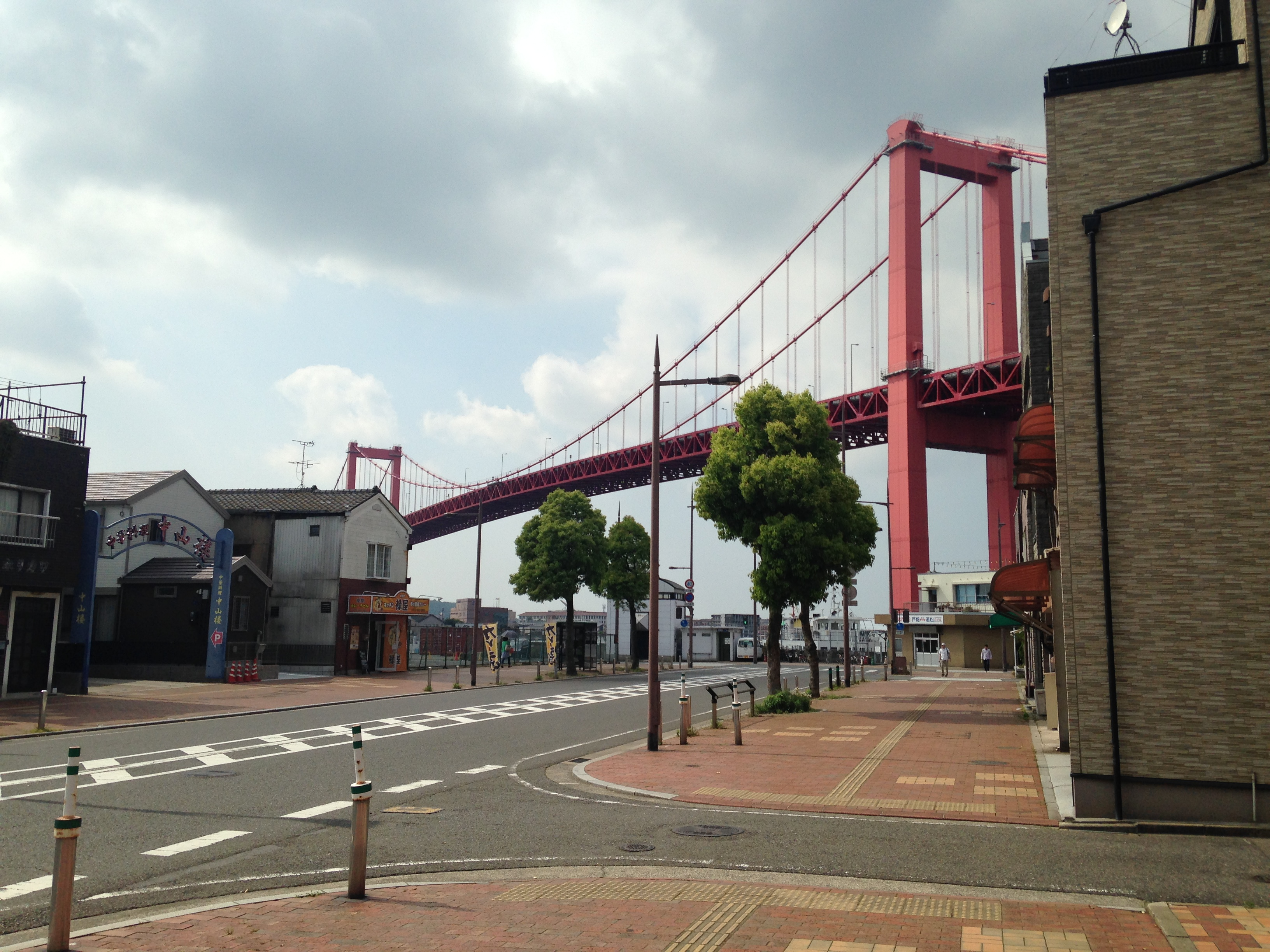
付設歩道から望む若戸大橋方面。左側の道路は福岡県道38号

### 通過する自治体
- 北九州市（戸畑区）

### 交差する道路
| 交差する道路     | 交差する場所 | 交差する場所          |
| ---------------- | ------------ | --------------------- |
| 国道199号 / 旧道 | 北鳥旗町     | 渡船場前交差点 / 終点 |

### 沿線
- JR九州鹿児島本線 戸畑駅